# Fritz Spielmann
Fritz (Fred) Spielmann, född 20 november 1906 i Wien, Österrike-Ungern, död 21 mars 1997 i New York, USA, österrikisk-amerikansk kompositör.

## Filmmusik i urval
- 1959 - Shônen Sarutobi Sasuke
- 1949 - Song of My Heart
- 1939 - L' Inconnue de Monte Carlo
- 1936 - Fräulein Lilli